# Jakub Serafin
Jakub Serafin (ur. 25 maja 1996 w Olsztynie) – polski piłkarz występujący na pozycji pomocnika w Miedzi Legnica. Reprezentant Polski do lat 19. Wychowanek Stomilu Olsztyn, w trakcie kariery grał także w GKS-ie Bełchatów, Lechu Poznań, Bytovii, norweskim Haugesund, Cracovii oraz Puszczy Niepołomice .

## Statystyki kariery
aktualne na dzień 14 kwietnia 2023
| Klub                       | Sezon              | Liga               | Liga  | Liga   | Puchar krajowy | Puchar krajowy | Suma  | Suma   |
| Klub                       | Sezon              | Liga               | Mecze | Bramki | Mecze          | Bramki         | Mecze | Bramki |
| -------------------------- | ------------------ | ------------------ | ----- | ------ | -------------- | -------------- | ----- | ------ |
| Lech Poznań                | 2014/15            | Ekstraklasa        | 2     | 0      | 1              | 0              | 3     | 0      |
| GKS Bełchatów (wyp.)       | 2015/16 (j)        | I liga             | 15    | 0      | 1              | 0              | 16    | 0      |
| Bytovia Bytów (wyp.)       | 2015/16 (w)        | I liga             | 11    | 0      | 0              | 0              | 11    | 0      |
| Bytovia Bytów (wyp.)       | 2016/17            | I liga             | 30    | 3      | 0              | 0              | 30    | 3      |
| Bytovia Bytów (wyp.)       | Ogólnie            | Ogólnie            | 41    | 3      | 0              | 0              | 41    | 3      |
| Haugesund (wyp.)           | 2017               | Eliteserien        | 10    | 1      | 1              | 0              | 11    | 1      |
| Cracovia                   | 2018/2019          | Ekstraklasa        | 6     | 0      | 2              | 0              | 8     | 0      |
| Puszcza Niepołomice (wyp.) | 2019/2020          | I liga             | 32    | 1      | 1              | 0              | 33    | 1      |
| Puszcza Niepołomice        | 2020/2021          | I liga             | 28    | 1      | 4              | 0              | 32    | 1      |
| Puszcza Niepołomice        | 2021/2022          | I liga             | 30    | 0      | 0              | 0              | 30    | 0      |
| Puszcza Niepołomice        | 2022/2023          | I liga             | 24    | 2      | 2              | 0              | 26    | 2      |
| Puszcza Niepołomice        | Ogólnie            | Ogólnie            | 82    | 3      | 6              | 0              | 88    | 3      |
| Ogólnie w karierze         | Ogólnie w karierze | Ogólnie w karierze | 188   | 8      | 12             | 0              | 200   | 8      |

## Sukcesy

### Lech Poznań
- Mistrzostwo Polski: 2014/2015

### Puszcza Niepołomice
- Awans z I ligi do Ekstraklasy: 2022/2023